# Werner Max Moser
Werner Max Moser (Karlsruhe, 16 luglio 1896 – Zurigo, 19 agosto 1970) è stato un architetto e designer svizzero, considerato uno dei rappresentanti del Modernismo e del movimento razionalista svizzero.

## Biografia

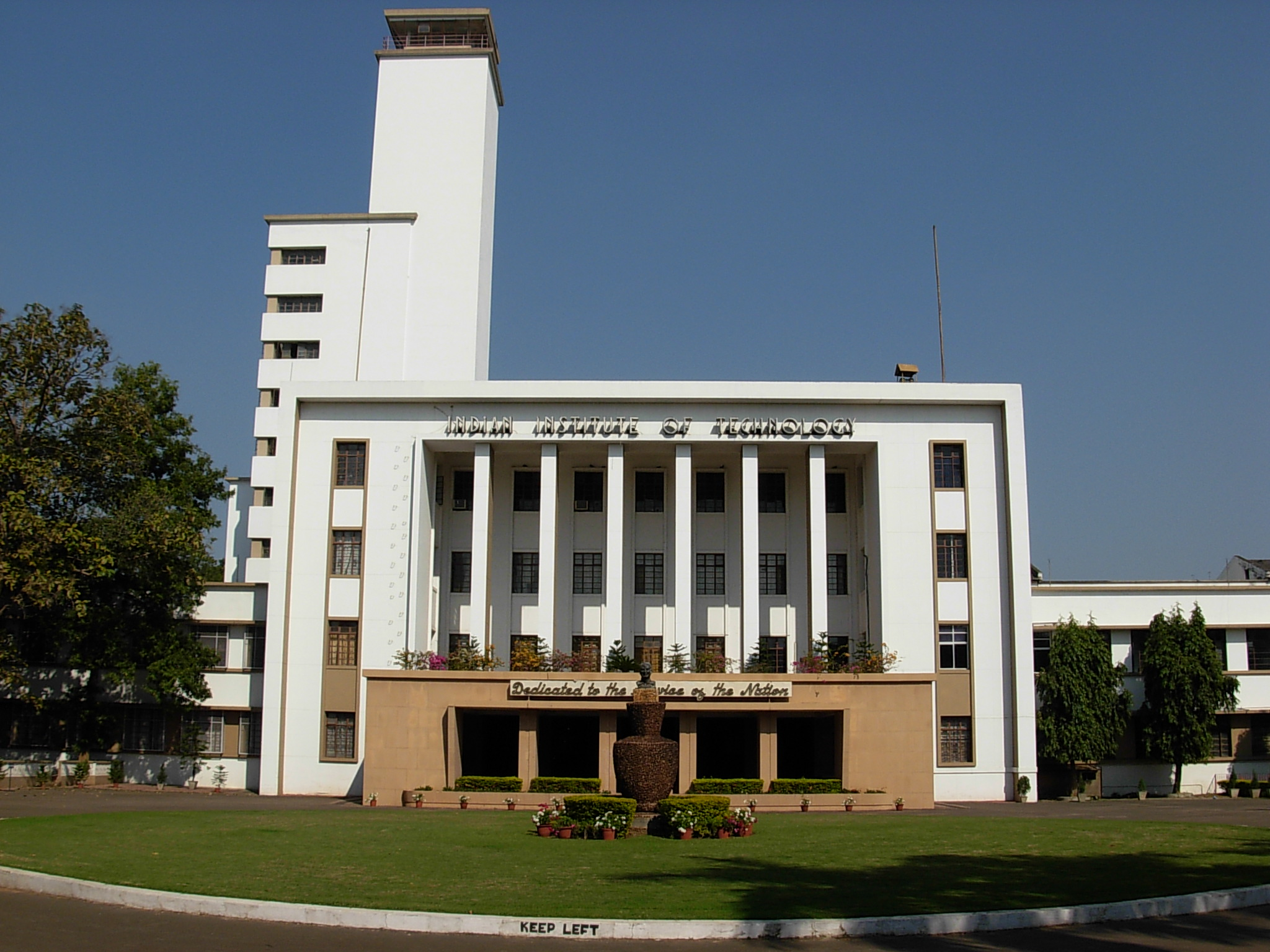
Campus dell'Indian Institute of Technology, a Kharagpur (1950)

Werner Max Moser nacque a Karlsruhe, in Germania il 16 luglio 1896.
La sua carriera scolastica culminò con gli studi di architettura al Politecnico federale di Zurigo, con suo padre Karl Moser (1916-1921) ed a Stoccarda con Bonatz, Abel e Fiechter.
Moser collaborò con numerosi studi d'architettura, tra i quali il Grandpré-Molière a Rotterdam nei Paesi Bassi e negli Stati Uniti d'America dal 1923 al 1926, fra l'altro per due anni nello studio di Frank Lloyd Wright.  Moser rimase amico di Wright e nel 1952 fu lui ad organizzare l’allestimento della mostra itinerante "Frank Lloyd Wright - Sixty Years of Living Architecture" alla Kunsthaus di Zurigo.

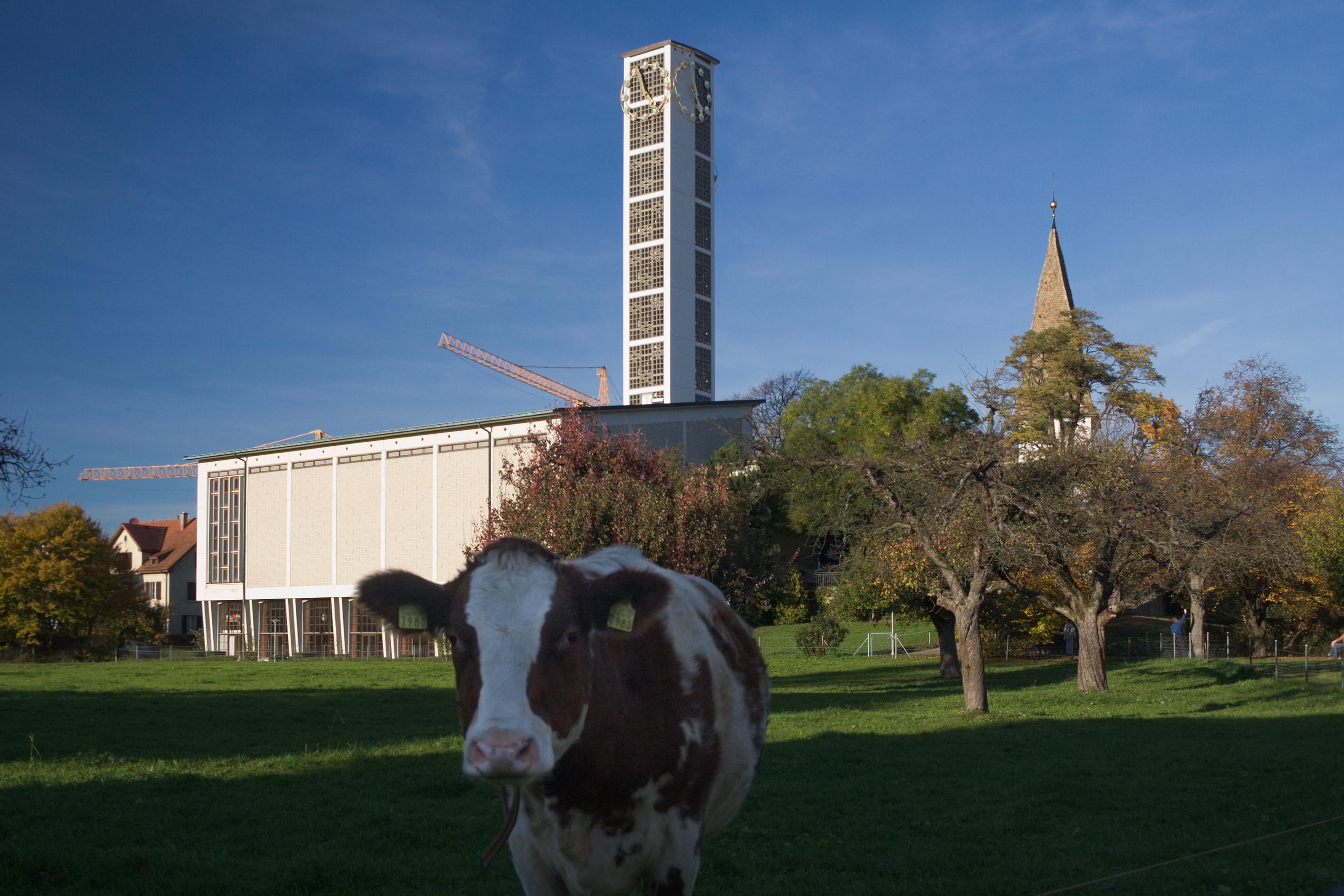
Chiesa Altstetten, a Zurigo (1936-1942)

Realizzò il primo progetto di un mobile per l'ufficio di suo padre Karl Moser.
Eseguì importanti progetti in Svizzera ed in Germania, come la casa Budge a Francoforte sul Meno, realizzata in collaborazione con Mart Stam e Ferdinand Kramer, e la partecipazione al quartiere Neubuehl a Zurigo.
Il quartiere Neubuehl, situato su una collina, fu diviso in quattro isolati con all'interno le costruzioni, alle quali si accede grazie a vie pedonali. I singoli alloggi furono raggruppati in case associate a schiera, disposte in linee successive, utilizzando la pendenza del terreno.
La sua villa a Zurigo si caratterizzò per la struttura di cemento armato, per le ampie vetrate a nastro, per i pannelli dei parapetti, inseriti per esigenze funzionali e un certo interesse compositivo.

Partecipò a importanti mostre sulla costruzione di scuole moderne (Il bambino e la sua scuola, 1933) e la moderna cultura del bagno (Il bagno di oggi e di ieri, 1934-1935) nel Kunstgewerbemuseum di Zurigo.

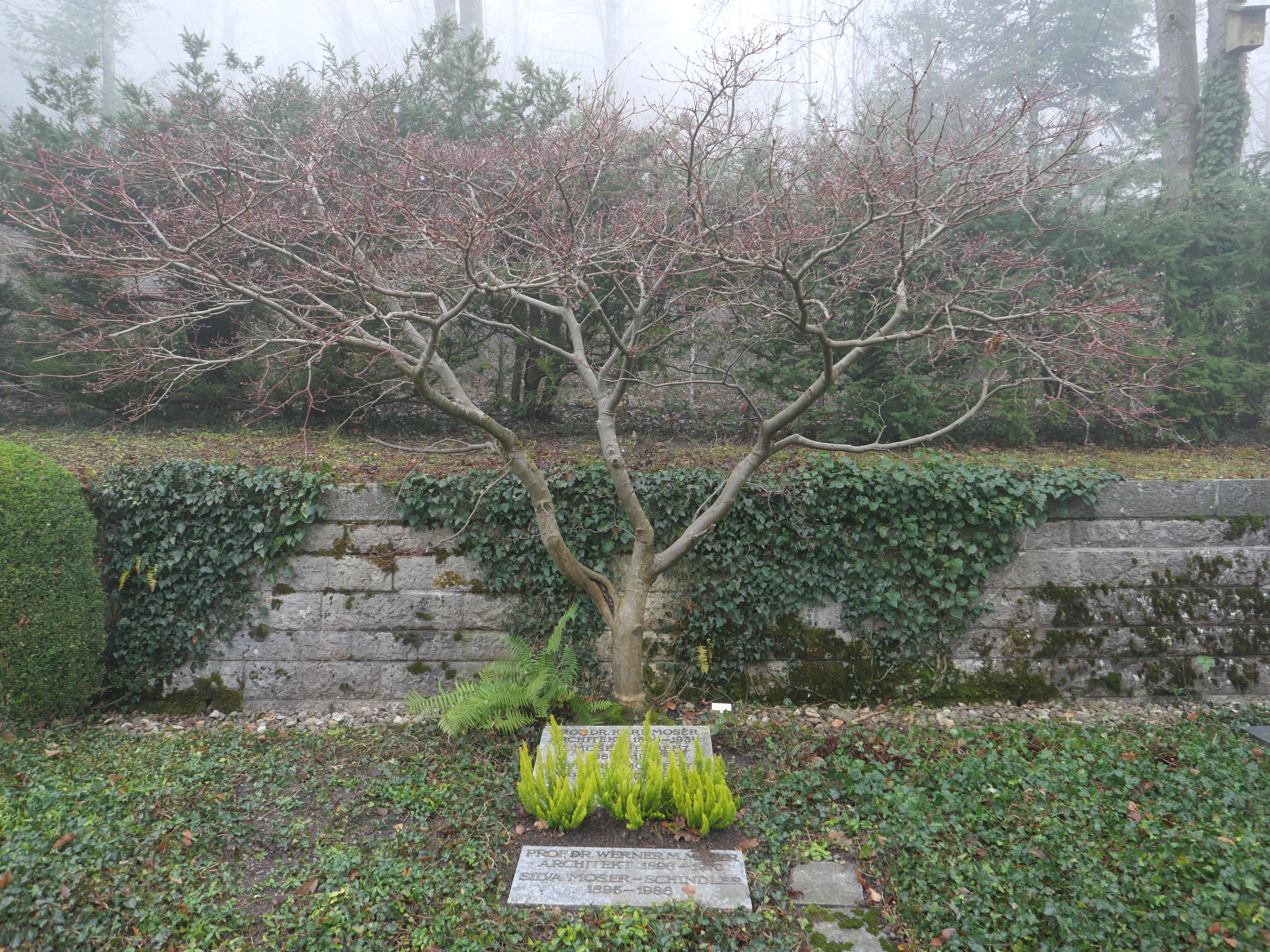
La tomba di famiglia nel 2023.

Professore invitato all'Università di Harvard negli Stati Uniti, insegnò poi dal 1958 al Politecnico federale di Zurigo, e ricevette il titolo di dottore honoris causa dall'Università di Stoccarda. In quegli stessi anni costruì il grattacielo "zur Palme" a Zurigo, una delle sue opere principali.
Nel 1931 Moser, con Sigfried Giedion e Rudolf Graber, fondò la Wohnbedarf AG Zurigo (1931) e la Haefeli Architecture Office, Moser, Steiger (HMS) (1937), per le quali disegnò numerosi progetti architettonici e per mobili.
Moser trovò la sua ultima dimora nel cimitero di Fluntern. Nella tomba ci sono anche suo padre, sua madre Euphemie, nata Lorenz (1866-1947), sua moglie Silva, nata Schindler (1895-1986), nonché Doris Moser (1908-1973) e Herta Moser (1901-1982) sepolto.

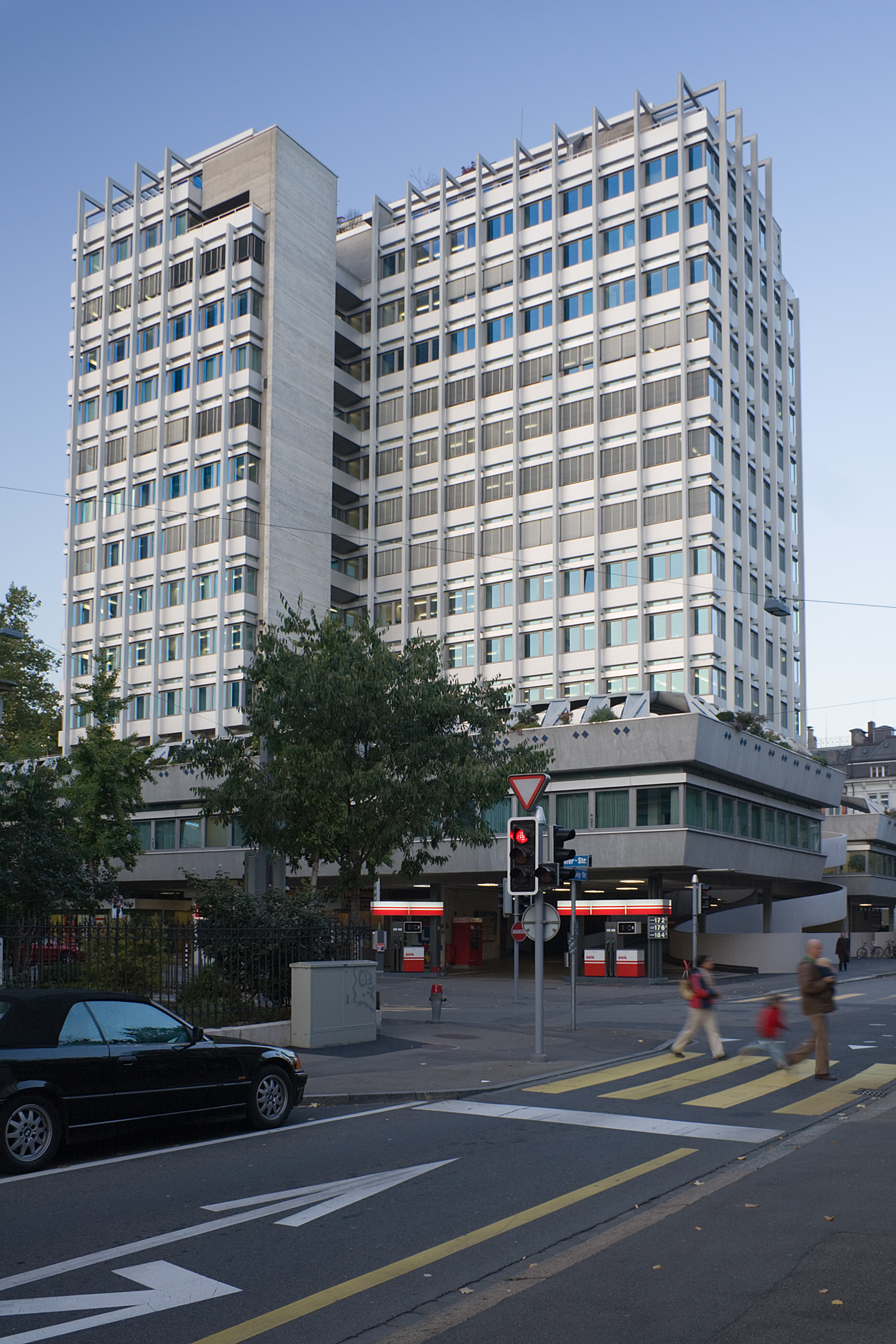
Grattacielo zur Palme, a Zurigo (1964)

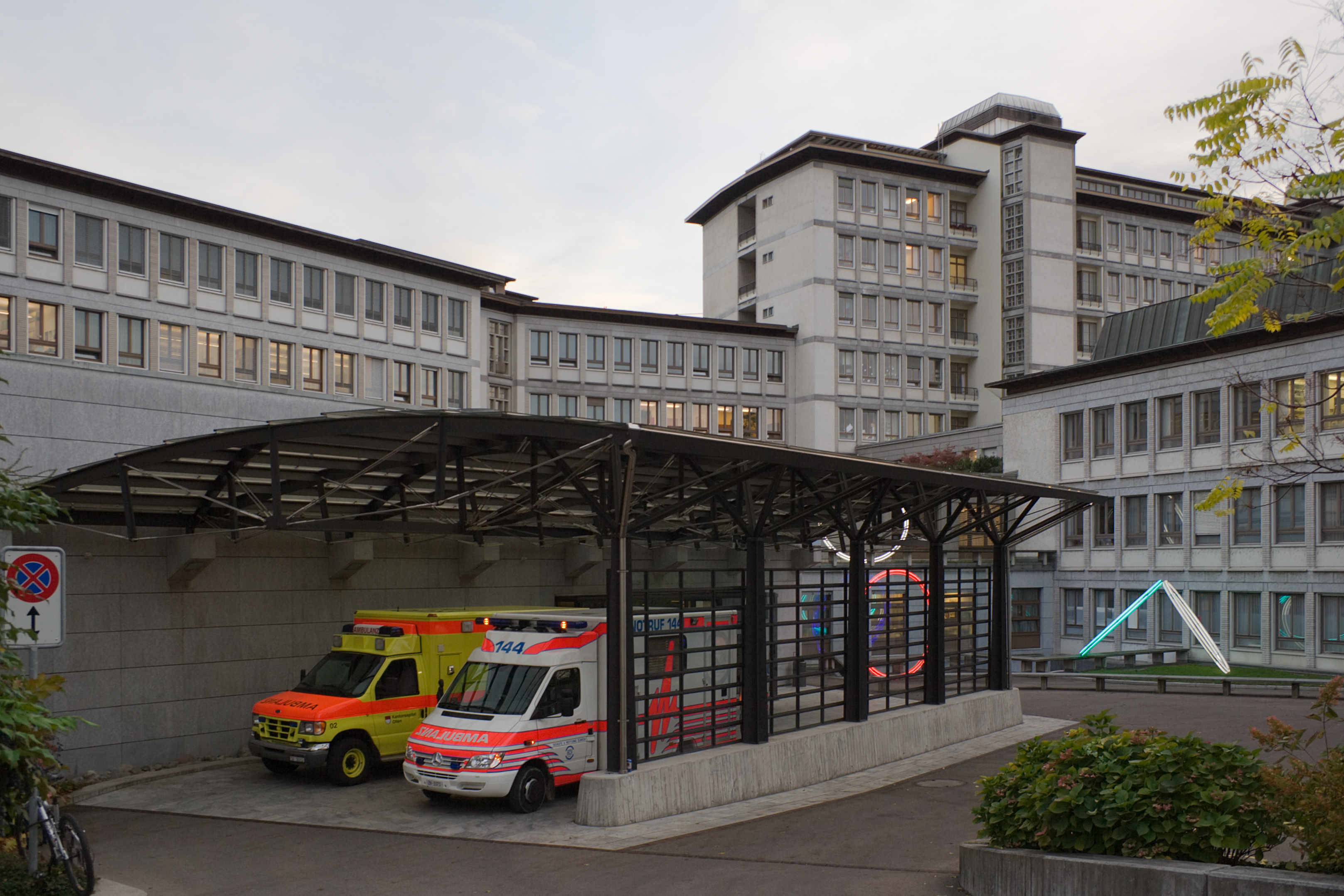
Ospedale cantonale a Zurigo (1941–1953)

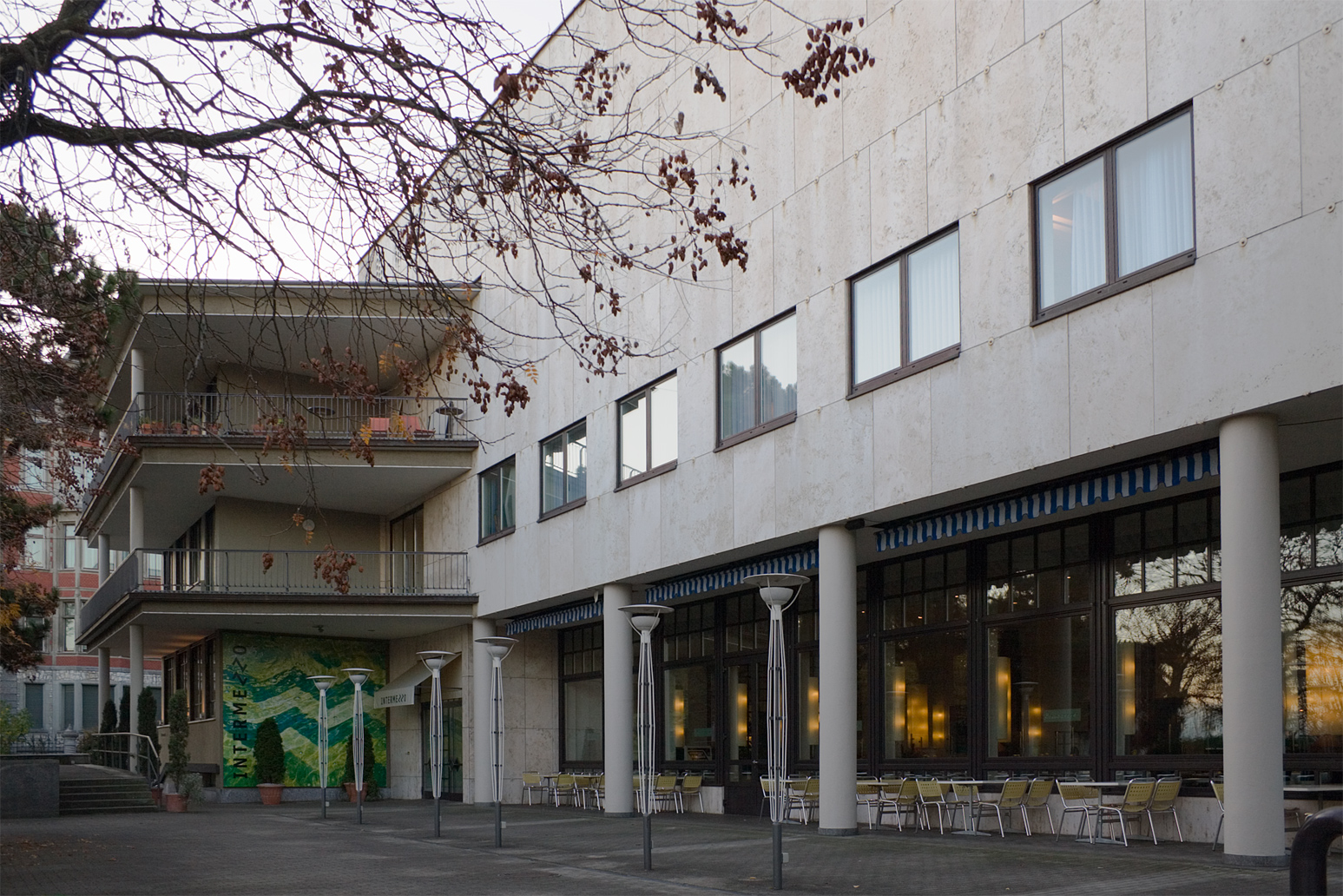
Sala dei Congressi, a Zurigo (1936-1939)

## Opere
- Casa di cura di Henry ed Emma Budge (insieme con Mart Stam ed Ferdinand Kramer), a Francoforte sul Meno (1928-1930);
- Chiesa Altstetten, a Zurigo (1936-1942);
- Sala dei Congressi, a Zurigo (1936-1939);
- Ospedale cantonale, a Zurigo (1941–1953);
- Campus dell'Indian Institute of Technology, a Kharagpur (1950);
- Edificio amministrativo Eternit AG, a Niederurnen (1954–1955);
- Chiesa Kornfeld, a Riehen (1959–1964);
- Grattacielo zur Palme, a Zurigo (1964).